# ときがわ町星と緑の創造センター

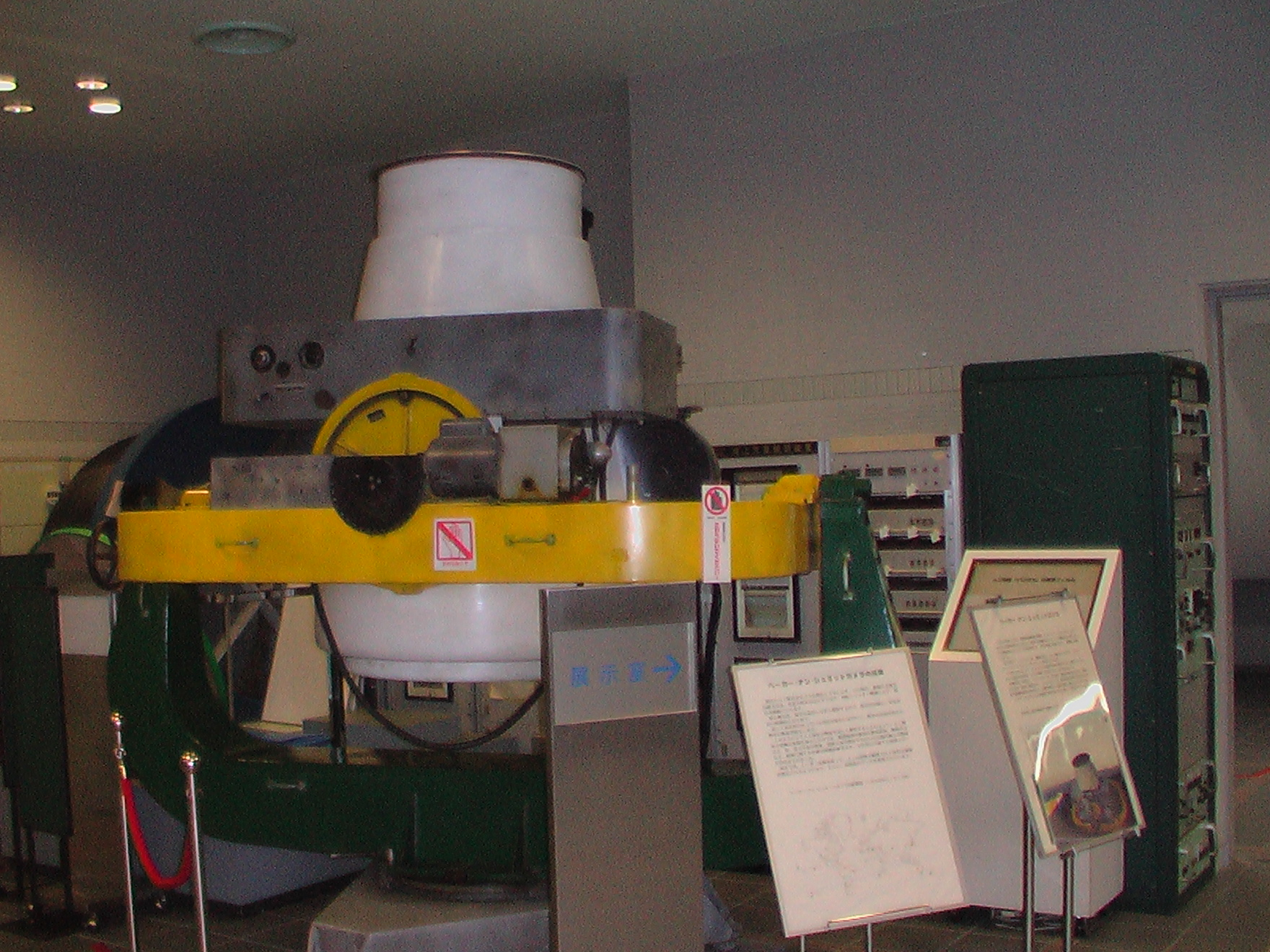
スミソニアン天体物理観測所によって人工衛星の追跡を目的として堂平観測所に設置されたベーカー・ナン・カメラ(現在は姫路科学館にて展示)

ときがわ町星と緑の創造センター（ときがわまち ほしとみどりのそうぞうセンター）とは埼玉県比企郡ときがわ町にある宿泊施設。国立天文台から、施設の老朽化、周辺環境の悪化や大型観測施設の稼動等によって閉鎖された堂平観測所の譲渡を受け、キャンプ場等を整備した施設である。一等三角点のある標高875.8ｍの堂平山の山頂に位置する。

## 概要
- 施設種別：観測展示室、宇宙・天文展示、駐車場、食事施設、宿泊施設
- 公開内容：天文台歴史展示、森林体験

## 星と緑の創造センター

### 歴史と沿革

#### 歴史
- 1962年11月1日 - 東京大学東京天文台堂平観測所開設。
- 2000年3月31日 - 国立天文台堂平観測所閉鎖。
- 2000年9月1日 - 都幾川村に移管、2001年から2005年に渡って施設整備工事が行われた。
- 2005年4月1日 - 星と緑の創造センターとして現在に至る。

#### 沿革
三鷹キャンパスを初めとして、東京からの交通のアクセスがよく、かつまた、冬場の晴天率が高いため、岡山天体物理観測所と並んで日本の天体観測をリードしてきた観測所であった。
岡山天体物理観測所が主として分光観測等を中心に行う観測施設として開設されたのに対し堂平観測所は主に光電観測を主目的とした。
初代所長は広瀬秀雄だったが、1963年4月1日から東京天文台長を兼任したため堂平へは1年に数回しか来られなかった。このため下保茂が開所以来「堂平世話係」となって91センチ望遠鏡の観測プログラム作成、建物の使用や補修、外部機関との折衝等を担当した。最初の1 - 2か月の間には観測台が止まらなくなって電気操作板に突き当たって電気操作板が壁の金属板に突き当たるまで押されたり、昇降床が止まらなくなって望遠鏡本体との間に人が挟まれそうになったりといった事故があったという。
設立以来様々な観測機器が同地に設置され、数多くの天体現象の観測が行われた。口径は小さいが惑星観測を初め、小惑星観測、突発天体現象等の観測では多くの成果を上げてきた観測所でもあり、天王星のリングの発見の際には本観測所の望遠鏡も参加したことが知られている。
現在は撤去されて存在しないが、380ミリ口径のレーザー望遠鏡も設置され、この望遠鏡はアポロ計画によって月に設置された反射器との間でレーザー光線を反射させることで、精密な月との距離測定に用いられることが目的であったが、思うような成果は得られなかった。原因としては、観測地の気流並びに大気の状態が良くないため、レーザー光が散乱されてしまったためであると推定できる。この現象を逆に利用して、大気の観測を行なう装置レーザーレーダーが環境省国立環境研究所（茨城県つくば市）に設置されている。なお、この観測と同様の観測が、海上保安庁海洋情報部附属下里水路観測所（和歌山県那智勝浦町）で今も行われており、得られたデータは理科年表等で公開されている。
現在では撤去されて存在しないが、口径50cmの国産初の日本光学工業（現ニコン）製大型シュミット式望遠鏡や、人工衛星の軌道追跡用にスミソニアン天体物理観測所によって世界各国に設置されたF1と極めて明るい米国パーキンエルマー製のベーカーナン・シュミット式望遠鏡などが設置され、観測に使われた。これらの写真の一部分は今でも堂平に展示されている。シュミット式望遠鏡は東京上野の国立科学博物館に、ベーカーナン・シュミット式望遠鏡は姫路科学館に保存されている。
木曽観測所が開所されるまでの期間は3m極望遠鏡による観測も行われた。

#### 移管に至るまでの経緯および現在の状況
都市部の郊外への膨張に伴い、空の状態が悪化したことや大型観測施設の稼動によって、同観測所の存在意義が薄れ、閉鎖されることとなった（正確には、大型観測装置群の運用経費が行政改革の折、捻出が難しいため、大型観測装置の維持を目的として、国立天文台は閉鎖を決断した）。
国立大学を中心に引き取り手を探したが、観測施設としては引き取り手がなかったため、91cm観測ドームを含めた施設はすべて取り壊して更地にし、地主であった小川町・都幾川村（現・ときがわ町）・東秩父村へ土地を返還することとなったが、しかし都幾川村の強い要望により、2000年9月1日付で観測ドームを村へ譲渡することになった。
その後2001年より、都幾川村では農林水産省の補助を受けて、森林体験及び林業体験施設として整備を進めていった。
すでに研究目的の天体観測施設としては役割を終えており、堂平山頂としての地形を生かした森林施設としての整備が完成し、2005年4月1日より天体観測施設から一般利用客のためのレクリエーション、森林体験及び林業体験施設へと生まれ変わった。

#### 主観測装置について
観測所の主観測装置である91センチ反射式望遠鏡は、初期にはセルシンモーターを用いたアナログ式制御装置であったが、1990年代初頭にはデジタル式へと改良され、38年の長きにわたり観測が行われ続けた。開所当時、日本光学工業株式会社（現ニコン）は、91cm反射鏡を2枚製作し、1枚は岡山天体物理観測所の91cm反射望遠鏡に、もう1枚が堂平の91cm反射望遠鏡に納入された。
91cm反射望遠鏡本体については相当の老朽化は進んでいるが、ほぼ初期の性能を維持しており、星空観望会の日には現在も尖鋭な像を見ることができる。
国立天文台堂平観測所当時の主観測装置の仕様を以下に記述する。

## 展示観測機器
主望遠鏡:91cm反射式天体写真儀。日本光学工業（現ニコン）製。
- 性能 
  - 主鏡口径：960mm
  - 主鏡有効口径：914mm
  - 主鏡焦点距離：4,590mm
  - 主焦点口径比：F5.05
  - 副鏡口径：266mm
  - 副鏡有効口径：256mm
  - 光学系：カセグレン式望遠鏡
  - カセグレン合成焦点距離：16,658mm
  - 合成焦点口径比：F18.22
  - 架台：イギリス式赤道儀
  - 同架望遠鏡1：15cm屈折式 2基
  - 同架望遠鏡2：20cm屈折式 1基

設置当時の本望遠鏡の最大の目的は、写真儀としての活用であった。そのため主焦点でのコマコレクターとしてのロスレンズを通した主焦点撮影や、カセグレイン焦点での写真撮影を行なうための機材が現在でも残っている。カセグレイン焦点のフォーカシングは、通常の手元のドローチューブでの調整以外に、副鏡の電動フォーカシング機能が製作当初から装備され、精密な天体写真の撮影、さらに大きく焦点位置を移動させる必要がある大型観測装置による観測が行われた。
- 国立天文台当時の仕様を記載したが、現在もほぼ当時の仕様を維持している。
- 現在でも制御コンピュータは1990年当時のPC-9801である。

## 望遠鏡
- 日本光学91cm反射式天体写真儀
- ユーハン工業45cm反射式経緯台
- タカハシ30cm反射式赤道儀（μ-300）
- タカハシ10cm屈折式赤道儀（フローライト）
- ニコン10cm屈折式赤道儀

## 緑体験施設
- 教育の森
- トレッキングコース
- 林業体験施設
- ブルーベリー栽培園

## 宿泊関連施設
- 91cmドーム観測所内宿泊室
- 周辺地域・キャンプ施設
- モンゴルテント4棟
- ログハウス1棟
- バンガロー1棟
- 林業体験施設

## 所在地・管理
- 住所：〒355-0366 埼玉県比企郡ときがわ町大字大野1853番地
- 指定管理者：星と緑の管理委員会